# Easah Suliman
Easah Zaheer Suliman (ur. 26 stycznia 1998 w Birmingham) – pakistański piłkarz urodzony w Anglii grający na pozycji środkowego obrońcy w Sumqayıt FK.

## Sukcesy

### Anglia U19
- Mistrzostwa Europy U-19: 2017